# Paul Schmitz-Voigt
Paul Schmitz-Voigt (* 14. November 1886 in Düsseldorf; † 7. Juli 1966 in München) war ein deutscher Polizist und SS-Führer, zuletzt im Rang eines SS-Oberführers, Obersts der Polizei und Oberregierungsrates.

## Leben
Nach der Mittleren Reife trat Schmitz 1903 in den Verwaltungsdienst der Stadt Düsseldorf ein. Ab Oktober 1909 leistete er seinen einjährigen Militärdienst ab, den er im Rang eines Unteroffiziers der Reserve beendete. Anfang Januar 1910 wurde er verbeamtet. Im Oktober 1910 wurde er zur Düsseldorfer Polizei versetzt, wo er bereits im folgenden Jahr bei der Kriminalpolizei tätig wurde und nach der kurzzeitigen stellvertretenden Leitung einer örtlichen Polizeidienststelle ab Anfang Januar 1913 als Polizei- und Kriminalkommissar in Düsseldorf beschäftigt war. Nach der Eheschließung mit Elisabeth Voigt nannte er sich ab Juli 1913 Schmitz-Voigt. Von September 1914 bis November 1918 nahm er am Ersten Weltkrieg teil und leitete zuletzt beim Stab des Generalgouvernements Belgien die politische Polizei und Spionageabwehr. Nach Kriegsende schied er im Rang eines Oberleutnants aus der Deutschen Armee aus.
Anfang 1919 wurde er Adjutant des Düsseldorfer Polizeichefs und war ab Februar 1919 für ein Jahr Verbindungsoffizier bei dem Korps Bergmann und dem Freikorps Lichtschlag. Danach übernahm er zunächst die Leitung der Kriminalpolizei in Düsseldorf und ab März 1920 zusätzlich u. a. die örtliche Gewerbe-, Wohlfahrts-, Veterinär- und Nahrungsmittelpolizei. Während eines von Februar bis Juli 1921 dauernden Spionageabwehrauftrages in Holland wurde er durch die Rheinlandkommission aus dem Rheinland ausgewiesen. Danach zog er nach Berlin, wo er sich neben Tätigkeiten in der Polizeiverwaltung rechts- und polizeiwissenschaftlich weiterbildete. Ende März 1925 wurde er zum Kriminaldirektor ernannt und trat im Juli 1926 wieder in den Dienst der Düsseldorfer Polizeiverwaltung ein. Von Januar 1928 bis März 1930 war er, vom Polizeidienst in Düsseldorf beurlaubt, „Organisator und Instrukteur der chilenischen Polizei“ sowie Berater der chilenischen Regierung.
Nach seiner Rückkehr nach Deutschland leitete er von März 1930 bis März 1936 wieder die Kriminalpolizei beim Polizeipräsidium Düsseldorf. Schmitz-Voigt, nach der Machtübergabe an die Nationalsozialisten im April 1933 der NSDAP (Mitgliedsnummer 1.996.295) und SS (SS-Nr. 91.739) beigetreten, gehörte auch dem Reichsluftschutzbund und dem Reichsbund der Deutschen Beamten an. Ab März 1936 war er beim Forschungsamt des Reichsluftfahrtministeriums tätig und nebenamtlich ab April 1936 als Rechtsberater im Stab des SS-Oberabschnitts West in Düsseldorf. Mit Beginn des Jahres 1937 wurde er zum Regierungs- und Kriminalrat ernannt und übernahm zeitgleich die stellvertretende Leitung des preußischen Landeskriminalpolizeiamts unter Arthur Nebe. Von Januar 1938 bis August 1939 leitete er die Kriminalpolizeileitstelle Bremen. Zum Oberregierungs- und Kriminalrat befördert und zum SD versetzt, leitete er im Protektorat Böhmen und Mähren von Anfang August 1939 bis Mitte März 1941 die Kriminalpolizeileitstelle Prag und gehörte als Verbindungsmann dem Stab des Befehlshabers der Sicherheitspolizei und des SD in Prag an. Ab März 1941 leitete er die Kriminalpolizeileitstelle München. Ab Februar 1942 war er zunächst kommissarisch Inspekteur der Sicherheitspolizei und des SD in München, zeitweise in Personalunion auch in Nürnberg. In diesem Aufgabengebiet löste er SS-Obersturmbannführer Oswald Schäfer ab. Er bekleidete diese IdS-Funktion für den Wehrkreis VII - München von September 1942 bis zum Kriegsende im Frühjahr 1945 dann auch offiziell. Bei der Polizei erreichte er im Oktober 1942 den Rang eines Obersts der Polizei und stieg bei der SS im Februar 1944 bis zum Oberführer auf.